# Hipoxia hipobárica
La hipoxia hipobárica es un fenómeno que se define como el descenso en el aporte de oxígeno a los tejidos debido a una caída en la presión parcial de este gas causada por la exposición a una atmósfera de bajas presiones, como puede ser a grandes alturas. 
De forma general, la hipoxia hipobárica provoca la disminución del rendimiento mental que reduce el juicio, la memoria y la realización de movimientos motores definidos. También pueden darse: mareo, laxitud, fatiga tanto mental como muscular y, en ocasiones, cefaleas, náuseas y euforia. Estos pueden derivar en calambres y convulsiones a medida que se asciende, pudiendo llegar al coma o la muerte. 

## Fundamentos teóricos
El término “hipoxia” hace referencia a un descenso de la PO2; y el término “hipobárica” a una presión barométrica inferior a la presión atmosférica. 
Para observar de qué manera ocurre esto es preciso acudir a la ‘’’ecuación del gas alveolar’’’ según la cual: 
PAO2 = PIO2 – PACO2 / R
Donde la R es un parámetro cuyo valor es de 0,8 y que refleja la relación entre la producción de CO2 y el consumo de O2 y que depende del metabolismo de los tejidos en un estado estable y donde la PIO2 = FIO2 x (760mmHg – 47mmHg) a nivel del mar. Al aumentarse la altitud tanto la FIO2 (cuyo valor es de 20,93%) como la presión de vapor de agua (47mmHg), son parámetros constantes mientras que la presión barométrica total (760mmHg) va disminuyendo progresivamente, viéndose por tanto disminuida así la PAO2. 
Sabiendo que la presión barométrica a nivel del mar es igual a 760mmHg; si se reduce dicha presión se reducirán también las presiones parciales de los diferentes gases que en ella aparecen. Cabe destacar que la reducción de las presiones de dichos gases se produce de forma proporcional. Tomando como ejemplo al O2: aunque la PO2 descienda a medida que se aumenta la altitud, esta PO2 supondrá de forma constante el 20,93% de la presión total de gas seco. Esta presión será de 159mmHg a nivel del mar, pero al aumentar la altitud se la PO2 se reduce, siempre que no se respiren presiones más altas de O2.
Entre la PO2 atm y la PAO2 aparece una diferencia significativa, en tanto que la presión de oxígeno se ve reducida hasta aproximadamente un tercio de su valor inicial. Esto ocurre porque la PAO2 es determinada por un equilibrio entre dos procesos: la captación de O2 por la sangre de los capilares pulmonares; y la continua reposición del aire por la ventilación alveolar.
Además de las presiones de los gases atmosféricos deben de tenerse en cuenta tanto la evaporación de agua por parte de las superficies respiratorias como la excreción constante de CO2 en los alveolos, ya que ambos contribuirán a la dilución del O2 y el N2 alveolar disminuyéndose así las concentraciones de estos últimos.
-	La evaporación de agua por parte de las superficies respiratorias generará lo que se conoce como presión del vapor de agua, cuyo valor es de 47 mmHg con independencia de la altura y siempre que la temperatura corporal sea de aproximadamente 37 °C. 
-	La excreción constante de CO2 en los alveolos generará lo que se conoce como PACO2 y cuyo valor a nivel del mar y en un sujeto relajado es de 40 mmHg, aunque en este caso no se trata de un valor constante, sino que variará en dependencia a la frecuencia respiratoria: al aumentarse la frecuencia respiratoria se reduce la PACO2. Con respecto a una situación hipóxica (como en el ascenso a grandes altitudes), el incremento de la ventilación origina una caída progresiva de la PACO2, que será más acusada en individuos aclimatados ya que éstos son capaces de aumentar en mayor medida su ventilación alveolar.
La PACO2 varía al aumentar la altitud (como ya se comenta anteriormente), y lo hará de distinta manera en función de si se trata de personas no aclimatadas o aclimatadas: en el primer caso los valores serán más altos que los del segundo debido a las diferentes respuestas compensatorias. En todos los casos, la PACO2 desciende a medida que se aumenta la altitud debido a la salida masiva de CO2 propiciada por el aumento de la actividad respiratoria. Esto supone una caída muy importante en los niveles de la PaCO2, fenómeno que tendrá diversas consecuencias.

## Consecuencias inmediatas de la hipoxia hipobárica y mecanismos compensatorios
Una persona sometida a bajas presiones por subir a grandes alturas desarrolla una serie de mecanismos fisiológicos para compensar las adversas condiciones atmosféricas con las que se encuentra. Si es una exposición prolongada en el tiempo, esa persona acaba aclimatándose, lo que se tratará en el siguiente apartado. Los principales mecanismos compensatorios son:

### Alcalosis respiratoria
El descenso brusco de la PCO2 derivado de la hiperventilación hace que el pH suba por encima de valores fisiológicos, produciendo alcalosis respiratoria. Inmediatamente, tiene lugar una compensación metabólica por parte del riñón, que reducen la secreción de iones H+ y aumentan la de bicarbonato (HCO3). Esta compensación reduce en cierta medida la inhibición que esta alcalosis respiratoria ejerce sobre el centro respiratorio.

### Aumento de la capacidad de difusión pulmonar
Se debe recordar que la capacidad de difusión normal para el O2 a través de la membrana pulmonar es de aproximadamente 21 ml/mmHg/min y esta puede aumentar hasta 3 veces durante el ejercicio. A altitudes elevadas se produce un aumento similar. Una parte se debe al aumento del volumen del aire pulmonar, que expande el área de la superficie de contacto alveolo-capilar. El resto es consecuencia de la aclimatación y no tiene lugar de forma inmediata.

### Aumento del gasto cardiaco
El gasto cardiaco aumenta con frecuencia hasta un 30% inmediatamente después de que una persona ascienda a una altura elevada. La hipoxemia causa un aumento en la actividad simpática la cual incrementa inicialmente la frecuencia cardíaca y aumenta el gasto cardíaco, contribuyendo así a mantener el transporte de O2 en condiciones de reposo. 
Sin embargo, es sabido que la reducción aguda de la presión parcial del oxígeno inspirado (PiO2), disminuye la frecuencia cardíaca máxima durante el ejercicio de manera proporcional a la severidad de la hipoxia, lo cual limita en esta condición la capacidad compensadora de la frecuencia cardíaca. La fracción de eyección del corazón, tanto en condiciones de trabajo submáximo, como máximo, no es modificada por la hipoxia aguda inmediata (< 24 h). Por otro lado, el gasto cardíaco, en reposo y durante el esfuerzo submáximo, se eleva durante la exposición aguda inmediata debido al incremento de la frecuencia cardíaca, compensando parcialmente la reducción en el contenido de oxígeno arterial. 
No obstante, la máxima frecuencia alcanzable, no puede ser elevada existiendo así un límite en este mecanismo compensador durante el ejercicio máximo. Por lo tanto durante la exposición aguda inmediata, con un máximo gasto cardíaco, pero con un contenido de oxígeno arterial reducido, el máximo transporte de oxígeno debe ser menor, lo cual reduce el máximo consumo de oxígeno.

### Vasoconstricción pulmonar hipóxica
Consiste en la contracción del músculo liso de las paredes de las pequeñas arteriolas de la región hipóxica. Tiene el efecto de derivar la sangre de las regiones hipóxicas del pulmón. En las grandes altitudes, se produce una vasoconstricción pulmonar generalizada que lleva a un aumento de la presión de la arteria pulmonar.
Aunque el mecanismo preciso de esta respuesta no es conocido, se sabe que no depende de las conexiones del sistema nervioso, sino que parece tratarse de un fenómeno local de la hipoxia sobre la propia arteria. Una hipótesis es que las células del tejido perivascular liberan alguna sustancia vasoconstrictora en respuesta a la hipoxia. Es importante destacar que es la PO2 alveolar y no la arterial la que determina principalmente la respuesta.
La vasoconstricción generalizada conlleva el aumento de la presión arterial pulmonar y del trabajo del corazón derecho. La hipertensión pulmonar es exagerada por la policitemia (mayor viscosidad de la sangre) y se acabará apreciando una hipertrofia del corazón derecho. Esta respuesta no parece ofrecer beneficio fisiológico alguno, excepto una distribución topográfica más uniforme del flujo sanguíneo.

### Cambios en el contenido arterial de oxígeno
Parece evidente que la reducción en la capacidad de consumir oxígeno (Vo2) durante la hipoxia aguda está relacionada con la disminución en el contenido arterial de oxígeno. Como es de esperar, esta influencia se incrementa con la altura y se magnifica con el ejercicio. Durante la exposición aguda a la altura, la disminución en la saturación arterial del oxígeno es causa fundamental de la disminución del contenido arterial de oxígeno. El proceso continuo de adaptación modifica los mecanismos iniciales e intenta corregir ese déficit incrementando la capacidad de transportar oxígeno al aumentar la concentración de hemoglobina. Así mismo, facilita la entrega de oxígeno a los tejidos al desplazar la curva de saturación de la hemoglobina hacia la derecha, por el aumento de los niveles de 2,3-difosfoglicerato.

## Aclimatación a grandes alturas
A pesar de la hipoxia que origina la gran altitud, unos 140 millones de personas viven a altitudes mayores de 2500 m, y en los Andes hay poblaciones estables a más de 4.900 m. Cuando el ser humano asciende a estas altitudes tiene lugar una extraordinaria aclimatación; de hecho, algunos alpinistas han vivido varios días a altitudes que harían perder el conocimiento en cuestión de segundos a una persona no aclimatada.
La permanencia prolongada a grandes alturas hace que el organismo por diversos mecanismos se acomode a dichas condiciones de PO2 bajas permitiendo que la persona trabaje sobrellevando los efectos de la hipoxia, o pueda ascender alturas todavía mayores.
Los principales mecanismos responsables de la aclimatación son: 
-	La hiperventilación generada
-	Un aumento del número de eritrocitos
-	Una mayor difusión pulmonar
-	Un aumento de la vascularización de tejidos periféricos
-	El aumento de la utilización del oxígeno por parte de las células tisulares

### Aumento de la ventilación pulmonar: función de los quimiorreceptores arteriales
Citada anteriormente.

### Aumento de los eritrocitos y de la concentración de hemoglobina durante la aclimatación
El principal estímulo para la producción de eritrocitos en los estados de escasez de oxígeno es una hormona circulante sintetizada fundamentalmente en los riñones, la eritropoyetina. Si no hay eritropoyetina, la hipoxia tiene poco o ningún efecto estimulador sobre la producción de eritrocitos. Pero cuando este sistema es funcional, la hipoxia aumenta mucho la producción de eritropoyetina y esta potencia a su vez la formación de eritrocitos hasta que se alivie la hipoxia. Un aumento en la concentración de eritrocitos tiene por consecuencia el aumento de la hemoglobina, proteína encargada del transporte de oxígeno en sangre, favoreciendo entonces una mayor captación del poco oxígeno existente en el ambiente. Es decir, una persona que permanece expuesta a un oxígeno bajo durante varias semanas seguidas, su hematocrito aumenta lentamente desde su valor normal (40-45) hasta alcanzar cifras de 60, acompañado de un aumento de la concentración de hemoglobina de 15 g/dL a aproximadamente 20 g/dL. Además como el volumen sanguíneo aumenta ocasiona un aumento de la hemoglobina corporal total del 50% o más. Esto mejora el transporte de oxígeno.

### Aumento de la capacidad de difusión
La capacidad de difusión normal para el oxígeno a través de la membrana pulmonar es de aproximadamente 21 mL/mmHg por minuto, y esta puede aumentar hasta tres veces durante el ejercicio, y a altitudes elevadas. Esto se explica principalmente por dos factores: 1)Un aumento del área superficial de la barrera hematogaseosa como consecuencia de la distensión de capilares pulmonares por el incremento de volumen sanguíneo, y por el mayor volumen de aire pulmonar 2)Debido a la perfusión de capilares alveolares de porciones pulmonares superiores que en condiciones normales se encuentran mal perfundidos, que como consecuencia del aumento de la presión sanguínea arterial pulmonar la sangre es impulsada hacia ellos.

### Aumento de la capilaridad tisular
Es el aumento del número de capilares circulatorios sistémicos en los tejidos no pulmonares. Se produce de forma más marcada en personas nacidas y criadas a grandes alturas más que en aquellos individuos expuestos de forma más tardía. Un ejemplo es el aumento de la densidad capilar en el músculo ventricular derecho debido a la combinación de la hipoxia y del exceso de la carga de trabajo que produce la hipertensión pulmonar a una altura elevada. 

### Aclimatación celular
En individuos nativos de alturas entre 4,000 y 5,000 m, las mitocondrias celulares y los sistemas enzimáticos oxidativos celulares son ligeramente más abundantes que en las personas que viven al nivel del mar. Por lo que, se supone que las células tisulares de los seres humanos aclimatados también pueden utilizar el oxígeno de manera más eficaz.

### La aclimatación natural de personas nacidas a grandes alturas
Muchos seres humanos nativos de grandes alturas han nacido y viven allí toda la vida, por lo que desde su lactancia han sufrido un proceso de aclimatación. Esto hace que su aclimatación sea superior a la de las personas no nativas, aun cuando hayan estado viviendo a altitudes elevadas durante 10 años o más.
Esta aclimatación natural conlleva además otros aspectos como:
-	Las mayores proporciones de su tórax respecto a la masa corporal para mejorar la capacidad de ventilación.
-	Un aumento en el tamaño de sus corazones para bombear cantidades adicionales de gasto cardiaco.
-	El aporte de oxígeno de la sangre a los tejidos está muy facilitado ya que poseen mayor cantidad de oxígeno a menor presión del mismo en la sangre debido a una mayor cantidad de hemoglobina.

## Fisiopatología: mal de las alturas
El mal de las alturas agudo es una patología aguda sufrida por algunas personas recién llegadas a grandes altitudes que podría llevarles a la muerte si no son tratados. En aquellas personas que residen a elevadas altitudes durante mucho tiempo pueden desarrollar un síndrome que se conoce como mal de las alturas crónico.

### Mal de las alturas agudo
Puede atribuirse a la hipoxemia y la alcalosis. Puede aparecer apenas varias horas tras la subida o hasta varios días después.
Los síntomas suelen ser: cefalea, náuseas, vómito, anorexia, insomnio, somnolencia, disnea, palpitaciones, depresión, irritabilidad…y su severidad irá en aumento entre las 24 y las 48 horas. Pueden ser síntomas leves pero pueden llegar a incapacitar al paciente. 
En los casos más graves se pueden dar las siguientes complicaciones: 
Edema cerebral: se produce entre el segundo y tercer día de permanencia en la altura por la vasodilatación local de los vasos sanguíneos cerebrales que hace que aumente el flujo sanguíneo hacia los capilares y por tanto la presión. Esto produce una salida de líquido hacia el tejido cerebral. 
La cefalea intensa, la confusión mental progresiva y la pérdida de conciencia son algunos de los síntomas característicos del edema cerebral. Es la complicación más grave pero la menos frecuente.
Edema pulmonar agudo: se produce entre las 48 y 72 horas de llegar el paciente a la altitud determinada. La hipoxia produce una vasoconstricción en las arteriolas pulmonares siendo mayor en algunas partes del pulmón que en otras desviándose el flujo sanguíneo hacia los vasos más dilatados aumentando la presión capilar y por tanto produciéndose edema localizado en estas zonas de hiperperfusión que se irá propagando cada vez a más partes del pulmón.  
Se caracteriza por disnea, tos seca que evolucionará a expectorante, taquicardia, taquipnea, y en casos más graves cianosis en cara y extremidades e incluso se puede producir un colapso circulatorio.
El tratamiento general sería la administración de O2, de analgésicos, antieméticos e hidratación del paciente además del descenso del enfermo a altitudes menores, aunque según gravedad puede variar.

### Mal de las alturas crónico
Síndrome que puede afectar a residentes en grandes alturas durante mucho tiempo. 
Los síntomas más comunes son: cefalea, disnea, insomnio, fatiga física y mental, pérdida de apetito, dolores musculares y articulares, quemazón en las palmas de las manos y las plantas de los pies. Además aparece cianosis intermitente o permanente, disminución de la presión arterial periférica y en casos muy graves se llega a afectar el sistema nervioso central.
En estos pacientes aumenta el número de eritrocitos y el hematocrito, lo que reduce el flujo sanguíneo por el aumento de la viscosidad de la sangre dificultando la liberación de O2. 
Por el efecto constrictor vascular fisiológico que permite derivar el flujo desde los alveolos con menor O2 a los más ventilados, se produce una vasoconstricción de las arteriolas pulmonares porque en esta situación todos los alveolos tienen poco O2, aumentando la presión arterial pulmonar. Además se deriva el flujo sanguíneo a vasos pulmonares que no contactan con el alveolo complicando aún más la situación. 
En etapas más avanzadas de la enfermedad se produce una hipertrofia de la parte derecha del corazón por la excesiva hipertensión arterial pulmonar. Se produce también una disminución de la presión arterial periférica, insuficiencia cardiaca congestiva e incluso la muerte.
El tratamiento general es el traslado del paciente a altitudes a nivel del mar. Se puede combinar con tratamientos dirigidos a disminuir el número de eritrocitos y otros aspectos sintomáticos. 